# Cable and X-Force
Cable and X-Force è una testata fumettistica pubblicata dall'editore statunitense Marvel Comics a partire dal dicembre 2012, sfruttando l'iniziativa Marvel NOW!. La trama s'incentra su Cable, risvegliatosi dopo gli eventi di Avengers vs. X-Men, e la sua squadra decisi a scongiurare il verificarsi di misteriose visioni dal futuro compiendo azioni che li porteranno ad essere considerati terroristi agli occhi dell'opinione pubblica. È stato annunciato al NYCC 2013 che la X-Force di Cable si scontrerà con quella guidata da Psylocke, in Uncanny X-Force (vol. 2), nel crossover Vendetta del gennaio 2014.

## Contributi
| Sceneggiatori                | Disegnatori                   |
| - Dennis Hopeless, 2012-oggi | - Salvador Larroca, 2012-oggi |

## Formazione
| Numeri | Personaggi                                                          |
| ------ | ------------------------------------------------------------------- |
| 1-5    | Cable, Colosso, Domino, Dr. Nemesis, Forge, Hope Summers            |
| 6-8    | Boom-Boom, Cable, Colosso, Domino, Dr. Nemesis, Forge               |
| 9      | Hope Summers                                                        |
| 10     | Boom-Boom, Cable, Colosso, Domino, Dr. Nemesis, Forge, Hope Summers |
| 11     | Boom-Boom, Domino, Hope Summers                                     |
| 12     | Colosso, Domino, Hope Summers                                       |
| 13-17  | Boom-Boom, Cable, Colosso, Domino, Dr. Nemesis, Forge, Hope summers |
| 18-19  | Crossover Vendetta                                                  |